# 谷牧
谷牧（こく ぼく）は、中華人民共和国の政治家。第5期国務院副総理、第7期全国政治協商会議副主席を務めた。元の名は劉家語だが、日中戦争期に家族に累が及ぶことを危惧し改名。

## 生涯

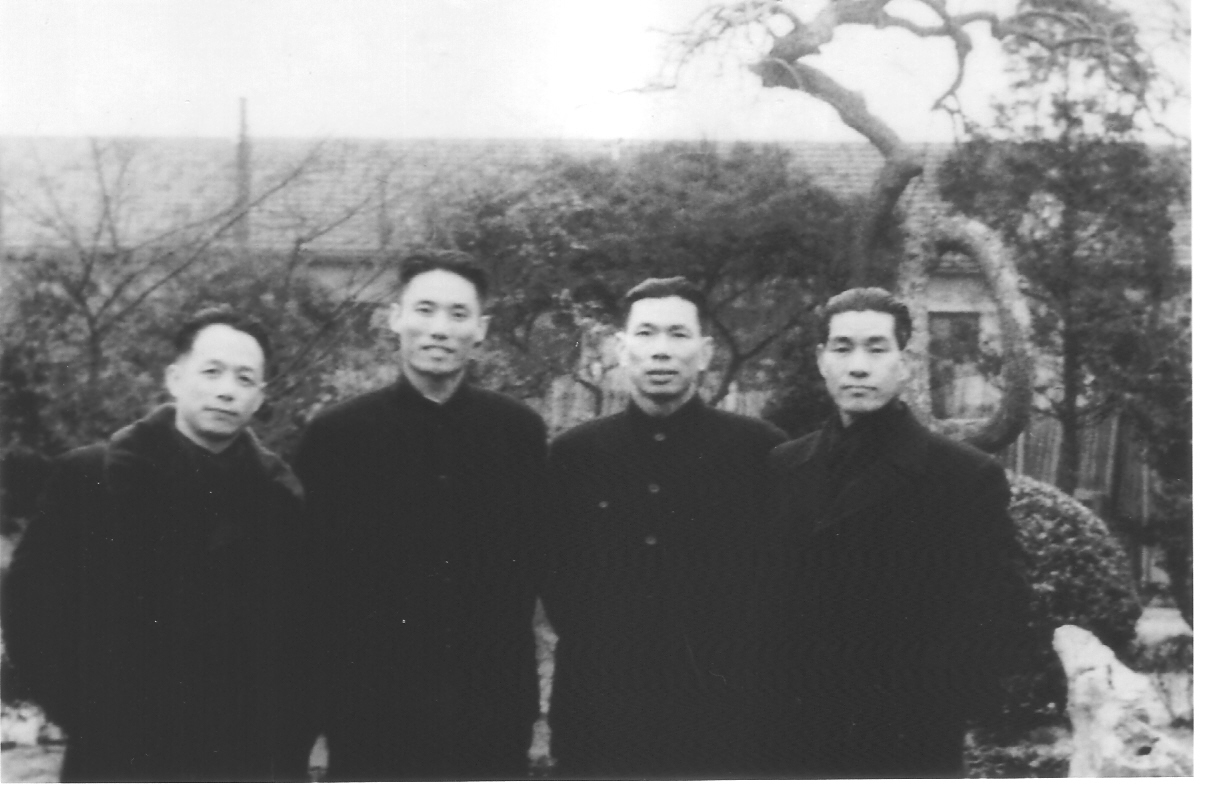
栄成出身の共産党幹部合影（1954年）。左から谷牧、李耀文、王一平、曹漫之

1932年7月、中国共産党入党。中華人民共和国建国後は済南市党委書記。1952年に上海に移り、市党委宣伝部長、副書記、工業生産工作委員会書記、華東局工業部長、上海局委員など。1954年11月には中央に転出し国家建設委員会副主任、1956年国家経済委員会副主任。1965年4月からは国家建設委員会主任に昇進するが、文化大革命中の1968年に失脚。
1973年に国家基本建設委員会、国家計画委員会副主任として復活。1975年1月第4期全人代第1回会議で国務院副総理に昇格。副総理に再選された1978年5月に経済代表団を率いてヨーロッパ5カ国を歴訪してその発展に衝撃を受け、訪日で同じく中国の遅れを痛感していた鄧小平らの支持を受けて外国から資金を借りて工業設備を導入する近代化プランを提案した。当時は自力更生路線の影響が残っており保守派からは売国だと攻撃されたが、第11期3中全会で改革派が主導権を掌握すると資金借り入れに奔走した。1979年に日本のODA導入に貢献。1988年まで国務院の対外開放業務を主管した。中国共産党第11期、第12期中央委員、中央書記処書記。
1988年に国務委員を退任し、4月の第7期全国政治協商会議で副主席に当選。儒教の復権を進め、郷里山東省出身の孔子の名を冠した孔子基金会を設立。孔子世家譜の完成を掲げた際には孔子第77代の子孫孔徳墉を通して台湾の孔徳成から許可をとりつけた。海外の大学における中国語学習と儒教発信の拠点となる孔子学院の発足にも寄与した。2008年4月、「日本の中国に対する円借款を導入する受け皿として主導的役割を担った」として、旭日大綬章を受章している。
2009年11月6日、北京で病死。